# Követő jog
A követő jog (franciául droit de suite) a képzőművészeket, iparművészeket, fotóművészeket megillető jog arra, hogy valamennyi eredeti műalkotásuk műkereskedő általi értékesítéséből (az első értékesítést követően) részesüljenek. Ez a jog nem terjed ki az első értékesítésre, azaz, amikor a művész a művét a műkereskedőnek eladja – viszont a további összes eladásra vonatkozik. A követő jog lényegét tekintve a szerzői díjfizetési kötelezettség származékos formája. E terület a szerzői jognak olyan speciális része, amely a fontos jogi vonatkozásai mellett egyre nagyobb gazdasági relevanciával bír.
Elsőként Franciaország vezette be 1920-ban droit de suite néven, eredeti célja szerint anyagi támaszt nyújtott az első világháborúban elesett művészek családtagjainak. Az érintettek ekkor a követői díjra a művész halálát követően fél évszázadon keresztül tarthattak igényt. A későbbi törvénymódosítások eredményeként a követői díj ma már élő művészeknek is jár, a követő jogot elismerő országokban.

## A jogintézmény története
- Elsőként a francia jogban vezették be 1920-ban a követő jog intézményét, ebben minden bizonnyal közrejátszott, hogy ebben az időszakban már számos szervezet képviselte a szerzők jogait és érdekeit Franciaországban.[3] Belgium már 1921-ben, Csehszlovákia 1926-ban követte a példát. Olaszországban 1941-ben vezették be. A Német Szövetségi Köztársaságban csak 1965-ben, Portugáliában 1966-ban vezették be. 1948-ban a Berni Uniós Egyezmény 14ter[4] emelte nemzetközi szintre a követő jog szabályozását. Az Egyezményben hangsúlyt kapott a mű eredetiségének követelménye, valamint a követő jog mint szerzői vagyoni jogosítvány elidegeníthetetlensége. A BUE ugyanakkor csupán fakultatív módon vezette be a követő jog szabályait, azaz a követő jog alkalmazása az államok közötti viszonossági gyakorlat függvénye, továbbá az egyes államok által saját állampolgáraik számára biztosított jogok is alakítják a követő jog tartalmát.
- Európa több országa bevezette a követő jogot a szerzői jogába, és az Európai Közösség is foglalkozott a kérdéssel. Az Európai Parlament 1974-ben ajánlást fogadott el a kulturális örökség védelme tárgykörében, melynek fontos része volt a szerzői és szomszédos jogokra vonatkozó harmonizációs igény. Az Európai Bizottság által 1976-ra elkészített munkaanyagban a szomszédos jogok között helyezték el a követő jogot. A Bizottság jelentése szerint az Európai Közösség területén nagyfokú egyensúlytalanság figyelhető meg, ugyanis egyes tagállamokban nem is szabályozzák ezt az intézményt, míg a többi tagállamban meglehetősen eltérő feltételeket írnak elő.[5] Az Európai Unióban a kérdés szabályozása kettős: elsősorban a tagállamok nemzeti jogalkotási hatáskörébe tartozik, viszont egyes kérdéseket (pl. a díj kulcsa) egységesen szabályoznak. Előrelépést jelentett az eredeti műalkotás szerzőjét megillető követő jogról szóló 2001. szeptember 27-i 2001/84/EK európai parlamenti és tanácsi irányelv.[6] Az irányelv 2001. október 13 án lépett hatályba, a tagállamoknak bizonyos kivételekkel[7] 2006. január 1- jével kellett hatályba léptetniük azon rendelkezéseket, amelyek szükségesek ahhoz, hogy ennek az irányelvnek megfeleljenek. volt olyan állam, amelyik ezt a határidőt lekéste. Spanyolországot az Európai Bíróság 2008. január 31. napján hozott ítéletével elmarasztalta,[8] mivel Spanyolországot, mivel az nem ültette át nemzeti jogába a 2001/84/EK irányelv szerinti követő jogot az előírt 2005. december 31-i határidőben. A keresetet a Bizottság 2007. január 29-én nyújtotta be.
- Az angolszász jogrendszerű országokban sokáig idegenkedés kísérte a szerzőknek biztosított ezen jogosultságot. Az USA Szabadalmi Hivatal 1972-ben publikált összefoglalójában ugyan elismeri bizonyos előnyeit, ám az Amerikai Egyesült Államokban való bevezetését nem javasolta. Maga a követő jog kifejezést angol szövegek is gyakran franciául említik és magyarázó fordítást adnak hozzá.[9]

## A magyar szabályozás
- Magyarországon már az 1920-as években felmerült a francia szabályozáshoz hasonló követő jog bevezetése,[10] azonban erre sem akkor, sem az 1960-as évek végén, a szerzői jog törvényi újraszabályozása folyamán nem került sor.[11]
- Törvényi szinten először A szerzői jogról szóló 1969. évi III. törvény (a korábbi Szjt.) 1994-ben újraszabályozott 46/A. §-a rendelkezett először a követési jogról.[12]
- Az 1994-es törvénymódosítást megelőzően az Alkotmánybíróság a 14/1994. (III.10.) AB határozatában megállapította, hogy a szerzői jogról szóló 1969. évi III. törvény (a korábbi Szjt.) végrehajtásáról rendelkező 9/1969. (XII.29.) MM rendelet (Vhr.) 13/A. §-a alkotmányellenes, mert a szerzői műhöz fűződő jogok és kötelezettségek körében a jogalkotásról szóló akkor hatályos törvény vonatkozó rendelkezése[13] értelmében törvényi szintre tartozó kérdést szabályozott. Az elégtelen jogforrási szint miatt alkotmányossági szempontból alkotmányellenes rendelkezést az Alkotmánybíróság megsemmisítette.[12]

### A hatályos szabályozás
- A követő jogról szóló hatályos magyar szabályozást a többször módosított a szerzői jogi törvény[14][15] tartalmazza. Bár nem a követő jogról szól, de kapcsolódik hozzá az Szjt. 100. §-ában szabályozott járulékfizetési kötelezettség, amely a szerzői jogi védelmi idő letelte után fizetendő.[16]
- Eredeti műalkotás tulajdonjogának műkereskedő közreműködésével történő visszterhes átruházásakor szerzői díjat kell fizetni. E rendelkezést csak a műalkotás tulajdonjogának első - a szerző részéről történő - átruházását követően kell alkalmazni. E díjazásról nem lehet lemondani.[17]
- A 70. § alkalmazásában eredeti műalkotás a képzőművészeti alkotás (pl. kép, kollázs, festmény, rajz, metszet, nyomat, litográfia, szobrászati alkotás), az iparművészeti alkotás (pl. falikárpit, kerámia, üvegtárgy) és a fotóművészeti alkotás, feltéve, hogy azt maga a szerző készítette, vagy olyan másolat, amely eredetinek minősül. Eredetinek minősül a másolat, ha korlátozott számban a szerző maga készítette, vagy az ő irányításával készült. A sorszámmal, a szerző kézjegyével ellátott, vagy más alkalmas módon a szerző által megjelölt műpéldányt ilyen másolatnak kell tekinteni. .[18]
- A 70. § alkalmazásában műkereskedőnek minősül a műalkotásokat forgalmazó természetes vagy jogi személy, illetve jogi személyiséggel nem rendelkező gazdasági társaság. .[19]
- A szerzői díj mértéke a műalkotás - adót és más köztartozást (pl. kulturális járulékot) nem tartalmazó - pénzben kifejezett vagy kifejezhető ellenértékének (a továbbiakban: vételárának) .[20]
  - a) 4 százaléka a vételárnak az 50 000 eurónak megfelelő forintösszeget meg nem haladó részében;
  - b) 3 százaléka a vételárnak az 50 000,01 és 200 000 eurónak megfelelő forintösszeg közötti részében;
  - c) 1 százaléka a vételárnak a 200 000,01 és 350 000 eurónak megfelelő forintösszeg közötti részében;
  - d) 0,5 százaléka a vételárnak a 350 000,01 és 500 000 eurónak megfelelő forintösszeg közötti részében;
  - e) 0,25 százaléka a vételárnak az 500 000 eurónak megfelelő forintösszeg feletti részében.
- A díj mértéke nem haladhatja meg a 12 500 eurónak megfelelő forintösszeget. .[21]
- A díjfizetési kötelezettség nem terjed ki a 70. § (1) bekezdésében szabályozott átruházásra, ha az adót és más köztartozást (pl. kulturális járulékot) nem tartalmazó vételár nem haladja meg az 5000 forintot. .[22]
- A forintösszeg számításánál a Magyar Nemzeti Banknak a szerződéskötés szerinti naptári negyedév első napján érvényes hivatalos devizaárfolyama irányadó.[23]
- Ha muzeális intézmény nem műkereskedőtől szerzi meg az eredeti műalkotás tulajdonjogát, az (1) bekezdésben meghatározott szerzői díjat nem kell megfizetni, feltéve, hogy a muzeális intézmény működése jövedelemszerzés vagy jövedelemfokozás célját közvetve sem szolgálja. .[24]
- A szerzői díjat a műkereskedő fizeti meg a képzőművészeti és iparművészeti alkotásokra vonatkozó szerzői jogok közös kezelését végző szervezetnek. Ha a tulajdonjog átruházását eredményező ügyletben több műkereskedő működik közre, a műkereskedők a díj megfizetéséért egyetemlegesen felelnek. Ilyen esetben egymás között a kötelezettség a műkereskedők közül - ha eltérően nem állapodnak meg - az eladót terheli. Ha az ügyletben közreműködő műkereskedők közül egyik sem vesz részt eladóként az átruházásban, eltérő megállapodás hiányában a kötelezettség közülük a vevőt terheli. .[25]
- A műkereskedő a szerzői díjat negyedévenként, a negyedévet követő hónap 20. napjáig köteles megfizetni az adott negyedévben megkötött szerződések után a képzőművészeti és iparművészeti alkotásokra vonatkozó szerzői jogok közös kezelését végző szervezetnek. A szerzői díj megfizetésekor közölni kell a szerző nevét, hacsak az nem bizonyul lehetetlennek, valamint a mű címét, művenként a vételárat és a díj összegét. A közös jogkezelő szervezet a hozzá befolyt szerzői díjat az alkotás szerzőjének vagy jogutódjának fizeti ki.[26]
- A közös jogkezelő szervezet a műkereskedőtől az (1) bekezdésben meghatározott átruházásra vonatkozó szerződés megkötésétől számított három évig követelheti mindazoknak az adatoknak a megadását, amelyek a díj beszedéséhez szükségesek.[27]
- A 70. § (1)-(11) bekezdéseinek rendelkezéseit alkalmazni kell:
  - a) arra a szerzőre, illetve jogutódjára, aki az Európai Gazdasági Térség bármely tagállamának állampolgára, továbbá
  - b) az Európai Gazdasági Térségen kívüli országok állampolgáraira is, feltéve, hogy a szerző, illetve jogutódja állampolgársága szerinti ország jogszabályai biztosítják a követő jogot az illető országban az Európai Gazdasági Térség tagállamaiból származó szerzők és jogutódjaik számára, vagy
  - c) arra a szerzőre, illetve jogutódjára, aki nem állampolgára az Európai Gazdasági Térség egyik tagállamának sem, de szokásos tartózkodási helye Magyarország területén van.[28]
- A 70. § (12) bekezdésének b) pontja tekintetében az igazságügyért felelős miniszter nyilatkozata irányadó. Az eredeti műalkotás szerzőjét megillető követő jogról szóló 2001. szeptember 27-i 2001/84/EK európai parlamenti és tanácsi irányelv hatálya alá tartozó műalkotás esetében az igazságügyért felelős miniszter az Európai Bizottság által közzétett lista figyelembevételével adja ki a nyilatkozatot. .[29]

## Az USA-ban
Az Egyesült Államokban, a legnagyobb műkincspiacon, 2018-tól nem ismerik el a követői jog intézményét – az ottani műkereskedők örömére, mivel a követői díj hiánya javítja az USA műkincspiaci pozícióit a régiók közötti konkurenciaharcban.
1977-től ugyan az USA egyetlen tagállama, Kalifornia, elismerte a követői jogot, ez a szabályozás nemcsak a Kaliforniában értékesített művekre vonatkozott, hanem mindazokra, melyeknek eladója kaliforniai bejegyzett címmel rendelkezett, függetlenül attól, hogy a mű eladására hol került sor.
A művészek küzdelme a követői díjnak az összes tagállamban történő bevezetéséért eredménytelen maradt. 2014-ben egy olyan javaslatot terjesztettek elő, ami az 5 ezer dollár feletti áron eladott művekre 5%-os, a 10 ezer dollár felettiekre 7%-os díjat rótt volna ki, de csak az aukciós eladásokra és csak azokban az aukciósházakban, melyek évi forgalma a tárgyévet megelőző évben meghaladta az egymillió dollárt. A kongresszusi tervezetet elutasították.
2011-ben Chuck Close, Laddie John Dill és több más amerikai művész a Sotheby’s, Christie’s és az eBay aukciósházak ellen indított pert a követői díj elmulasztásáért Kaliforniában. A per eredményeként 2018-ban a fellebbviteli bíróság megállapítása szerint az 1977-es kaliforniai törvény ellentétes az 1978. január 1-ei szövetségi szintű szerzői jogi törvénnyel, azaz előbbi törvény alapján csak a szövetségi törvény érvénybe lépése előtti, alig egy éves időszakra fizethető a követői díj. Ugyanezen indok alapján nincs mód a követői díj szövetségi szintű kiterjesztésére sem.

## Vonatkozó jogszabályok és jogi aktusok
- Az Európai Parlament és a Tanács 2001/84/EK irányelve (2001. szeptember 27.) az eredeti műalkotás szerzőjét megillető követő jogról
- net.jogtar.hu/szjt[halott link] – a többször módosított 1999. évi LXXVI. törvény [Szjt.] a szerzői jogról
- 1886. évi Berni Uniós Egyezmény az irodalmi és képzőművészeti alkotások védelméről
  - 1922. évi XIII. törvénycikk Magyarország belépéséről az irodalmi és művészeti művek védelmére alakult berni nemzetközi Unióba
  - 1975. évi 4. törvényerejű rendelet az irodalmi és a művészeti művek védelméről szóló 1886. szeptember 9-i Berni Egyezmény Párizsban, az 1971. évi július hó 24. napján felülvizsgált szövegének kihirdetéséről
- Az Alkotmánybíróság 14/1994. (III. 10.) sz. határozata (2013. április 1-jén hatályát vesztette)
- Loi n° 92-597 du 1er juillet 1992. Code de la propriété intellectuelle [CPI] (franciául)
- Urheberrechtsgesetz vom 9. September 1965 (BGB1. I S. 1273) – zulätzt geändert durch Artikel 2 Absatz 53 Gesetzes vom 22. Dezember 2011 (BGB1. I S. 3044) [UrhG] (németül)
- California Civil Code, Section 986. (angolul)